# The History of the King’s Works
The History of the King’s Works ist ein Standardwerk der britischen Architekturgeschichte. Das sechsbändige Werk wurde von 1963 bis 1982 Howard Montagu Colvin herausgegeben und von Her Majesty’s Stationery Office verlegt. Es beschäftigt sich mit den Bauten der englischen und britischen Monarchie von der Zeit der Angelsachsen bis 1851.
Das Ministry of Works gab das Werk 1951 in Auftrag und veröffentlichte die ersten beiden Bände unter seiner neuen Bezeichnung als Ministry of Public Building and Works. Ab Band drei zeichnete das Department of the Environment für die Herausgabe verantwortlich. Insbesondere beschäftigt es sich mit der Geschichte des Office of the King’s Works und die Bauten, die es errichtete.
In seinen Inhalten baute das Buch auf das in den 1940ern erschienene Building in England von Salzman auf, das sich speziell mit mittelalterlicher Bautechnik beschäftigte. Dieser Teil ist der History relativ knapp behandelt. Auch bemüht sich das Werk die reine Architekturbeschreibung im Verhältnis zur Architekturgeschichte auf ein Minimum zu begrenzen. Dabei haben verschiedene Autoren innerhalb des Werks jedoch stark voneinander abweichende Herangehensweisen. Über die 20 Jahre seiner Entstehung hat sich der redaktionelle Fokus gewandelt. Während die Bände über das Mittelalter – die in den 1960ern erschienen – sich fast ausschließlich auf schriftliche Auszeichnungen und die Chronologie der Verwaltung auslassen, widmen sich die in den späten 1970ern und 1980ern erschienenen Bände ausführlich der Gestalt und Architektur einzelner Bauten, ihrer Funktionsweise und die Auswirkungen der Architektur auf die Funktion.
Das Werk selbst wurde als Denkmal der Geschichtsschreibung im 20. Jahrhundert bezeichnet. Die Detailfülle sei überwältigend. Rezensionen bemängelten aber auch den reinen Ansammlungscharakter des Werks, der mit Details überflute, aber jede kritische Beurteilung und Interpretation fehlten. Die Herausgeber seien so überwältigt von der Fülle an Materialien im Archiv gewesen, dass sie es versäumt hätten auszuwählen. So komme es zu unzähligen Stellen, an denen "Arbeiter etwas ungenanntes verbesserten" oder längliche Abhandlungen über trivialen Bauten geschrieben würden.

## Liste der Bände
- Band 1 und 2: das Mittelalter
- Band 3 und 4: 1485–1660
- Band 5: 1660–1782
- Band 6: 1782–1851
- Zusatzband: Pläne

### The History of the King’s Works
- London: HMSO, (1963) to (1982)
- ISBN 0-11-670571-X
- ISBN 0-11-670568-X (v.3,pt 1)
- ISBN 0-11-670832-8 (v.4,pt 2)
- ISBN 0-11-670571-X (v.5)
- ISBN 0-11-670286-9 (v.6)
- ISBN 0-11-671116-7 (Plans 5–7)

### Sekundärliteratur
- G. R. Elton: Review: The History of the King’s Works, The English Historical Review, Vol. 92, No. 362 (Jan., 1977), pp. 190–191
- Andor Gomme: History, Chronicle or Research File? Reflections on "The History of the King’s Works" (Review), Architectural History, Vol. 29, (1986), pp. 197–203